# Dragoste și viteză
Dragoste și viteză (titlul original: în spaniolă Amor a todo gas) este un film de comedie muzicală spaniol, realizat în 1969 de regizorul Ramón Torrado, protagoniști fiind actorii Peret, Nieves Navarro, Fernando Sancho și Florinda Chico.

## Rezumat
Peret este un șofer de taxi din Madrid, iubitor de cântece. Într-una din zile o ia în taxiu pe Laura Montes, o cântăreață care a petrecut mult timp în afara Spaniei și care își ascunde identitatea șoferului de taxi, făcându-l să creadă că este de fapt frizeriță și o cheamă Elena. Simpatia ambilor va fi motivul pentru care se va dezvolta în curând o prietenie profundă între ei și o va determina pe Laura să-și neglijeze obligațiile, dar îl va ajuta pe Peret să înceapă cariera de artist pe care și-a dorit-o mereu.

## Distribuție
- Peret – el însuși
- Nieves Navarro – Laura Montes / Falsa Elena
- Fernando Sancho – Wagner
- Florinda Chico – Patro
- José Sazatornil – Guardia
- Toni – gitanul lui Peret
- Joanet – gitanul lui Peret
- María Isbert – Elena Díaz
- Xan das Bolas – Cristobal
- José María Tasso – José Galloso
- Rafaela Aparicio – Eduvigis Peribáñez
- Ángel Ter – Periodista
- Erasmo Pascual – Heriberto Carrasquilla
- Antonio Casal – Eduardo Acevedo
- Ángel de Echenique –
- Fabián Conde –
- Manuel Alexandre – (nemenționat)
- Alfonso del Real – (nemenționat)
- José Sancho – (nemenționat)